# Batalla de Millesimo
La batalla de Millesimo es va desenvolupar entre el 13 i el 14 d'abril del 1796 prop de Millessimo (lígur: Merexo), a la Val Bormida (Ligúria), en el marc de les Guerres de la Revolució Francesa.

## Antecedents
Després del propòsit manifestat per la Convenció Nacional d'exportar la Revolució Francesa, del guillotinament de Lluís XVI el 21 de gener del 1793 i de l'obertura francesa del riu Escalda, es va formar la Primera Coalició contra França, quan de fet ja s'havien iniciat les Guerres de la Revolució Francesa.
Després de la repressió de les revoltes mitjançant el règim del Terror, l'exèrcit francès va poder prendre de nou la iniciativa, amb la qual cosa, el 1794, els francesos ocuparen Sant Sebastià com també s'apoderaren de Bèlgica i de Renània després de la batalla de Fleurus. Un cop dominats els Països Baixos austríacs, els francesos s'apoderaren per sorpresa les Set Províncies Unides on hi establiren un estat satèl·lit denominat la República Bàtava. Poc després, Prússia i Espanya signaren amb França la Pau de Basilea (1795) per la qual la vora esquerra del Rin passava a França. A més, també fracassaren els intents de la Gran Bretanya de donar suport a la revolta de la Vendée; així doncs, França quedava lliure del risc d'invasió.
El 1795, el Directori va decidir que els exèrcits del general Jean-Baptiste Jourdan i Jean Victor Marie Moreau anirien a lluitar contra els austríacs al Main i al Danubi, mentre que Napoleó Bonaparte, nomenat comandant en cap de l'exèrcit d'Itàlia d'uns 40.000 homes el 2 de març de 1796 atacaria els austro-sards a la vall del Po i els tres exèrcits s'havien de trobar al Tirol, des d'on marxarien sobre Viena.. L'exèrcit d'Itàlia, mal equipat i mal alimentat, tenia la missió a superar les forces austríaques a Llombardia i la "influència" o "rescat" dels estats italians, en particular la República de Gènova, per a grans subsidis la intenció de fer front a la crisi dels assignats. Al setembre, Moureau arribà a Baviera i als límits del Tirol, però Jourdan fou vençut pels austríacs, i els dos exèrcits hagueren de tornar cap al Rin.
Després de ser atacat prop de Gènova el 10 d'abril per l'ala esquerra de l'exèrcit dels Habsburg, sota el comandament de Feldzeugmeister Johann Beaulieu, Bonaparte va avançar pel coll de Cadibona per derrotar el 12 d'abril a la batalla de Montenotte l'ala dreta aïllada de l'exèrcit dels Habsburg, comandat pel Feldmarschal-Leutnant Eugène-Guillaume Argenteau, i a continuació els francesos es van traslladar més a l'interior.

## La batalla
Després de la batalla de Montenotte els austríacs es van retirar a Dego per defensar el camí de Milà, i els piamontesos a Millesimo per defensar el camí al Piemont. Comandats pel general Napoleó Bonaparte, mentre la divisió d'Augereau va atacar Millesimo, Masséna va atacar Dego, i Laharpe, Cairo. Les tropes combinades austríaques i piamonteses es trobaven sota el comandament del Baró Colli. Giovanni Provera es va rendir al castell de Cossaria.
Napoleó hi va derrotar els aliats, que patiren unes 8.000 baixes i perderen 35 canons. Després de la desfeta, els piamontesos es retiraren cap a Ceva, a l'oest. Així, Bonaparte va aconseguir de separar-los dels austríacs de Beaulieu, tal com havia previst en el seu pla de batalla inicial.

## Conseqüències
L'exèrcit italià, dirigit pel general Bonaparte va fragmentar primer el conjunt defensiu enemic als peus dels Alps i va derrotar els dos bàndols per separat, obtenint un èxit estratègic decisiu. Després d'aquestes batalles va llançar una invasió total del Piemont i va obtenir una nova victòria a la batalla de Mondovì i el Regne de Sardenya-Piemont es va veure obligat a acceptar l'armistici de Cherasco el 28 d'abril, sortint de la guerra i de la Primera Coalició.
Bonaparte va reorganitzar el seu exèrcit i va maniobrar al llarg del riu Po. Una petita victòria francesa a la batalla de Codogno va provocar una retirada de les forces de la coalició a través del riu Adda on l'exèrcit austríac del general Beaulieu va ser derrotat en la batalla de Lodi el 10 de maig i Napoleó ocupà Milà cinc dies més tard. L'Imperi austríac hagué d'abandonar no només Itàlia, sinó també el marge esquerre del Rin, on els austríacs anaven guanyant i retirar-se de la Primera Coalició, que es va dissoldre.
El Sacre Imperi Romanogermànic, després de l'estipulació del Tractat de Campo Formio, es va veure obligat a cedir els Països Baixos austríacs a França, va acceptar l'ocupació francesa de la riba esquerra del Rin i les illes Jòniques i la formació de la República Cisalpina que significava la cessió d'Àustria a França de la Llombardia i l'acceptació que el Ducat de Mòdena, en mans d'una branca menor dels Habsburg, passés a aquest estat satèl·lit de França, a canvi es va consolidar la partició dels territoris continentals de la República de Venècia entre França i Àustria, que obtindria l'Ístria veneciana, Dalmàcia i altres territoris a l'Adriàtic.